# Grande Prêmio da China de 2024
O Grande Prêmio da China de 2024 (formalmente denominado Formula 1 Lenovo Chinese Grand Prix 2024) foi a quinta etapa do Campeonato Mundial de Fórmula 1 de 2024. Disputado em 21 de abril de 2024 no Circuito Internacional de Xangai, Xangai, China.

## Resumo
O Grande Prêmio da China retornou ao calendário da F1 após cinco anos fora, com a última  corrida sendo realizada em 2019. Em 2020 devido à pandemia no país, houve o cancelamento do evento, que acabou sendo adiado até 2023 devido à política de combate à COVID-19. Finalmente neste ano, o Grande Prêmio da China voltou a ser realizado.
O Grande Prêmio da China de 2024 também foi o GP do primeiro piloto chinês a disputar uma prova de Fórmula 1 em sua terra natal. Guanyu Zhou recebeu um totem personalizado logo após a linha de chegada, mesmo finalizando em 14° lugar.
Max Verstappen Conquistou sua 58° Vitória na carreira.
Red Bull Racing Conquistou sua 100° Pole position com Max Verstappen nesse GP.
Sergio Pérez Conquistou 39º e último pódio na Fórmula 1.

## Resultados

#### Sprint Shootout
| Pos.                | N° | Piloto           | Construtor                 | Tempos classificatórios | Tempos classificatórios | Tempos classificatórios | Sprint grid |
| Pos.                | N° | Piloto           | Construtor                 | SQ1                     | SQ2                     | SQ3                     | Sprint grid |
| ------------------- | -- | ---------------- | -------------------------- | ----------------------- | ----------------------- | ----------------------- | ----------- |
| 1                   | 4  | Lando Norris     | McLaren-Mercedes           | 1:36.384                | 1:36.047                | 1:57.940                | 1           |
| 2                   | 44 | Lewis Hamilton   | Mercedes                   | 1:37.181                | 1:36.287                | 1:59.201                | 2           |
| 3                   | 14 | Fernando Alonso  | Aston Martin-Mercedes      | 1:36.883                | 1:36.119                | 1:59.915                | 3           |
| 4                   | 1  | Max Verstappen   | Red Bull Racing-Honda RBPT | 1:36.456                | 1:35.606                | 2:00.028                | 4           |
| 5                   | 55 | Carlos Sainz Jr. | Ferrari                    | 1:36.719                | 1:36.052                | 2:00.214                | 5           |
| 6                   | 11 | Sergio Pérez     | Red Bull Racing-Honda RBPT | 1:36.110                | 1:35.781                | 2:00.375                | 6           |
| 7                   | 16 | Charles Leclerc  | Ferrari                    | 1:36.537                | 1:35.711                | 2:00.566                | 7           |
| 8                   | 81 | Oscar Piastri    | McLaren-Mercedes           | 1:36.542                | 1:35.853                | 2:00.990                | 8           |
| 9                   | 77 | Valtteri Bottas  | Kick Sauber-Ferrari        | 1:37.112                | 1:36.056                | 2:01.044                | 9           |
| 10                  | 24 | Zhou Guanyu      | Kick Sauber-Ferrari        | 1:37.544                | 1:36.307                | 2:03.537                | 10          |
| 11                  | 63 | George Russell   | Mercedes                   | 1:37.310                | 1:36.345                | N/A                     | 11          |
| 12                  | 20 | Kevin Magnussen  | Haas-Ferrari               | 1:37.033                | 1:36.473                | N/A                     | 12          |
| 13                  | 27 | Nico Hülkenberg  | Haas-Ferrari               | 1:36.924                | 1:36.478                | N/A                     | 13          |
| 14                  | 3  | Daniel Ricciardo | RB-Honda RBPT              | 1:37.321                | 1:36.553                | N/A                     | 14          |
| 15                  | 18 | Lance Stroll     | Aston Martin-Mercedes      | 1:36.961                | 1:36.677                | N/A                     | 15          |
| 16                  | 10 | Pierre Gasly     | Alpine-Renault             | 1:37.632                | N/A                     | N/A                     | 16          |
| 17                  | 31 | Esteban Ocon     | Alpine-Renault             | 1:37.720                | N/A                     | N/A                     | 17          |
| 18                  | 23 | Alexander Albon  | Williams-Mercedes          | 1:37.812                | N/A                     | N/A                     | 18          |
| 19                  | 22 | Yuki Tsunoda     | RB-Honda RBPT              | 1:37.892                | N/A                     | N/A                     | 19          |
| 20                  | 2  | Logan Sargeant   | Williams-Mercedes          | 1:37.923                | N/A                     | N/A                     | 20          |
| 107% time: 1:42.837 |    |                  |                            |                         |                         |                         |             |
| Fontes:             |    |                  |                            |                         |                         |                         |             |

#### Sprint
| Pos.                                                                                | N° | Piloto           | Construtor                 | Voltas | Tempo/retirada     | Grid | Pontos |
| ----------------------------------------------------------------------------------- | -- | ---------------- | -------------------------- | ------ | ------------------ | ---- | ------ |
| 1                                                                                   | 1  | Max Verstappen   | Red Bull Racing-Honda RBPT | 19     | 32:04.660          | 4    | 8      |
| 2                                                                                   | 44 | Lewis Hamilton   | Mercedes                   | 19     | +13.043            | 2    | 7      |
| 3                                                                                   | 11 | Sergio Pérez     | Red Bull Racing-Honda RBPT | 19     | +15.258            | 6    | 6      |
| 4                                                                                   | 16 | Charles Leclerc  | Ferrari                    | 19     | +17.486            | 7    | 5      |
| 5                                                                                   | 55 | Carlos Sainz Jr. | Ferrari                    | 19     | +20.696            | 5    | 4      |
| 6                                                                                   | 4  | Lando Norris     | McLaren-Mercedes           | 19     | +22.088            | 1    | 3      |
| 7                                                                                   | 81 | Oscar Piastri    | McLaren-Mercedes           | 19     | +24.713            | 8    | 2      |
| 8                                                                                   | 63 | George Russell   | Mercedes                   | 19     | +25.696            | 11   | 1      |
| 9                                                                                   | 24 | Zhou Guanyu      | Kick Sauber-Ferrari        | 19     | +31.951            | 10   |        |
| 10                                                                                  | 20 | Kevin Magnussen  | Haas-Ferrari               | 19     | +37.398            | 12   |        |
| 11                                                                                  | 3  | Daniel Ricciardo | RB-Honda RBPT              | 19     | +37.840            | 14   |        |
| 12                                                                                  | 77 | Valtteri Bottas  | Kick Sauber-Ferrari        | 19     | +38.295            | 9    |        |
| 13                                                                                  | 31 | Esteban Ocon     | Alpine-Renault             | 19     | +39.841            | 17   |        |
| 14                                                                                  | 18 | Lance Stroll     | Aston Martin-Mercedes      | 19     | +40.299            | 15   |        |
| 15                                                                                  | 10 | Pierre Gasly     | Alpine-Renault             | 19     | +40.838            | 16   |        |
| 16                                                                                  | 22 | Yuki Tsunoda     | RB-Honda RBPT              | 19     | +41.870            | 19   |        |
| 17                                                                                  | 23 | Alexander Albon  | Williams-Mercedes          | 19     | +42.998            | 18   |        |
| 18                                                                                  | 2  | Logan Sargeant   | Williams-Mercedes          | 19     | +46.352            | 20   |        |
| 19                                                                                  | 27 | Nico Hülkenberg  | Haas-Ferrari               | 19     | +49.630            | 13   |        |
| 201                                                                                 | 14 | Fernando Alonso  | Aston Martin-Mercedes      | 17     | Danos após colisão | 3    |        |
| Volta Mais Rápida: Max Verstappen (Red Bull Racing-Honda RBPT) – 1:40.331 (volta 3) |    |                  |                            |        |                    |      |        |
| Fontes:                                                                             |    |                  |                            |        |                    |      |        |

Notas
- ↑1  – Fernando Alonso foi classificado por ter completado mais de 90% da distância do sprint. Ele também recebeu penalidade de dez segundos por causar colisão com Carlos Sainz Jr.. A penalidade não fez diferença, pois ele já estava classificado na última posição.[4]

#### Treino classificatório
| Pos.                | N° | Piloto           | Construtor                 | Tempos classificatórios | Tempos classificatórios | Tempos classificatórios | Grid final |
| Pos.                | N° | Piloto           | Construtor                 | Q1                      | Q2                      | Q3                      | Grid final |
| ------------------- | -- | ---------------- | -------------------------- | ----------------------- | ----------------------- | ----------------------- | ---------- |
| 1                   | 1  | Max Verstappen   | Red Bull Racing-Honda RBPT | 1:34.742                | 1:33.794                | 1:33.660                | 1          |
| 2                   | 11 | Sergio Pérez     | Red Bull Racing-Honda RBPT | 1:35.457                | 1:34.026                | 1:33.982                | 2          |
| 3                   | 14 | Fernando Alonso  | Aston Martin-Mercedes      | 1:35.116                | 1:34.652                | 1:34.148                | 3          |
| 4                   | 4  | Lando Norris     | McLaren-Mercedes           | 1:34.842                | 1:34.460                | 1:34.165                | 4          |
| 5                   | 81 | Oscar Piastri    | McLaren-Mercedes           | 1:35.014                | 1:34.659                | 1:34.273                | 5          |
| 6                   | 16 | Charles Leclerc  | Ferrari                    | 1:34.797                | 1:34.399                | 1:34.289                | 6          |
| 7                   | 55 | Carlos Sainz Jr. | Ferrari                    | 1:34.970                | 1:34.368                | 1:34.297                | 7          |
| 8                   | 63 | George Russell   | Mercedes                   | 1:35.084                | 1:34.609                | 1:34.433                | 8          |
| 9                   | 27 | Nico Hülkenberg  | Haas-Ferrari               | 1:35.068                | 1:34.667                | 1:34.604                | 9          |
| 10                  | 77 | Valtteri Bottas  | Kick Sauber-Ferrari        | 1:35.169                | 1:34.769                | 1:34.665                | 10         |
| 11                  | 18 | Lance Stroll     | Aston Martin-Mercedes      | 1:35.334                | 1:34.838                | N/A                     | 11         |
| 12                  | 3  | Daniel Ricciardo | RB-Honda RBPT              | 1:35.443                | 1:34.934                | N/A                     | 12         |
| 13                  | 31 | Esteban Ocon     | Alpine-Renault             | 1:35.356                | 1:35.223                | N/A                     | 13         |
| 14                  | 23 | Alexander Albon  | Williams-Mercedes          | 1:35.384                | 1:35.241                | N/A                     | 14         |
| 15                  | 10 | Pierre Gasly     | Alpine-Renault             | 1:35.287                | 1:35.463                | N/A                     | 15         |
| 16                  | 24 | Zhou Guanyu      | Kick Sauber-Ferrari        | 1:35.505                | N/A                     | N/A                     | 16         |
| 17                  | 20 | Kevin Magnussen  | Haas-Ferrari               | 1:35.516                | N/A                     | N/A                     | 17         |
| 18                  | 44 | Lewis Hamilton   | Mercedes                   | 1:35.573                | N/A                     | N/A                     | 18         |
| 19                  | 22 | Yuki Tsunoda     | RB-Honda RBPT              | 1:35.746                | N/A                     | N/A                     | 19         |
| 20                  | 2  | Logan Sargeant   | Williams-Mercedes          | 1:36.358                | N/A                     | N/A                     | PL1        |
| 107% time: 1:41.373 |    |                  |                            |                         |                         |                         |            |
| Fontes:             |    |                  |                            |                         |                         |                         |            |

Notas
- ↑1  – Logan Sargeant qualificou-se em 20º, mas foi obrigado a iniciar a corrida no pit lane porque seu carro foi modificado durante as condições do parque fechado.[6]

#### Corrida
| Pos.                                                                           | N° | Piloto           | Construtor                 | Voltas | Tempo/retirada   | Grid | Pontos |
| ------------------------------------------------------------------------------ | -- | ---------------- | -------------------------- | ------ | ---------------- | ---- | ------ |
| 1                                                                              | 1  | Max Verstappen   | Red Bull Racing-Honda RBPT | 56     | 1:40:52.554      | 1    | 25     |
| 2                                                                              | 4  | Lando Norris     | McLaren-Mercedes           | 56     | +13.773          | 4    | 18     |
| 3                                                                              | 11 | Sergio Pérez     | Red Bull Racing-Honda RBPT | 56     | +19.160          | 2    | 15     |
| 4                                                                              | 16 | Charles Leclerc  | Ferrari                    | 56     | +23.623          | 6    | 12     |
| 5                                                                              | 55 | Carlos Sainz Jr. | Ferrari                    | 56     | +33.983          | 7    | 10     |
| 6                                                                              | 63 | George Russell   | Mercedes                   | 56     | +38.724          | 8    | 8      |
| 7                                                                              | 14 | Fernando Alonso  | Aston Martin-Mercedes      | 56     | +43.414          | 3    | 71     |
| 8                                                                              | 81 | Oscar Piastri    | McLaren-Mercedes           | 56     | +56.198          | 5    | 4      |
| 9                                                                              | 44 | Lewis Hamilton   | Mercedes                   | 56     | +57.986          | 18   | 2      |
| 10                                                                             | 27 | Nico Hülkenberg  | Haas-Ferrari               | 56     | +1:00.476        | 9    | 1      |
| 11                                                                             | 31 | Esteban Ocon     | Alpine-Renault             | 56     | +1:02.812        | 13   |        |
| 12                                                                             | 23 | Alexander Albon  | Williams-Mercedes          | 56     | +1:05.506        | 14   |        |
| 13                                                                             | 10 | Pierre Gasly     | Alpine-Renault             | 56     | +1:09.223        | 15   |        |
| 14                                                                             | 24 | Zhou Guanyu      | Kick Sauber-Ferrari        | 56     | +1:11.689        | 16   |        |
| 15                                                                             | 18 | Lance Stroll     | Aston Martin-Mercedes      | 56     | +1:22.786        | 11   |        |
| 16                                                                             | 20 | Kevin Magnussen  | Haas-Ferrari               | 56     | +1:27.5332       | 17   |        |
| 17                                                                             | 2  | Logan Sargeant   | Williams-Mercedes          | 56     | +1:35.1103       | PL   |        |
| Ret                                                                            | 3  | Daniel Ricciardo | RB-Honda RBPT              | 33     | Danos de colisão | 12   |        |
| Ret                                                                            | 22 | Yuki Tsunoda     | RB-Honda RBPT              | 26     | Colisão          | 19   |        |
| Ret                                                                            | 77 | Valtteri Bottas  | Kick Sauber-Ferrari        | 19     | Motor            | 10   |        |
| Volta Mais Rápida: Fernando Alonso (Aston Martin-Mercedes) – 1:37.810 (lap 45) |    |                  |                            |        |                  |      |        |
| Fontes:                                                                        |    |                  |                            |        |                  |      |        |

Notas
- ↑1  – Inclui um ponto pela volta mais rápida.
- ↑2  – Kevin Magnussen terminou em 15º, mas recebeu uma penalidade de dez segundos por causar uma colisão com Yuki Tsunoda.[9]
- ↑3  – Logan Sargeant recebeu uma penalidade de dez segundos por ultrapassar Nico Hülkenberg em condições de safety car. Sua posição final não foi afetada pela penalidade.[7][10]

## Tabela do Campeonato após a corrida
|        | Pos. | Pilotos          | Pontos |
| ------ | ---- | ---------------- | ------ |
|        | 1    | Max Verstappen   | 110    |
|        | 2    | Sergio Pérez     | 85     |
|        | 3    | Charles Leclerc  | 76     |
|        | 4    | Carlos Sainz Jr. | 69     |
|        | 5    | Lando Norris     | 58     |
| Fonte: |      |                  |        |

|        | Pos. | Construtor                 | Pontos |
| ------ | ---- | -------------------------- | ------ |
|        | 1    | Red Bull Racing-Honda RBPT | 195    |
|        | 2    | Ferrari                    | 151    |
|        | 3    | McLaren-Mercedes           | 96     |
|        | 4    | Mercedes                   | 52     |
|        | 5    | Aston Martin-Mercedes      | 40     |
| Fonte: |      |                            |        |

- Nota: Apenas as cinco primeiras posições estão incluídas em ambos os conjuntos de classificação.